# Loxodon macrorhinus
Loxodon macrorhinus conosciuto anche come "squalo dagli occhi a fessura" J. P. Müller & Henle, 1839 è uno squalo della famiglia Carcharhinidae ed è l'unico membro del genere Loxodon.

## Areale ed habitat
Vive sulle coste dell'area Indopacifica dal Mar Rosso attraverso tutta l'Africa orientale, fino all'Indonesia, al Giappone ed all'Australia. Abita acque tropicali a profondità comprese tra 7 e 100 metri. In particolare vivono sulle piattaforme continentali ed insulari, in genere nei pressi del fondale.

## Aspetto
Questo squalo è piccolo e snello, con muso appuntito, occhi grandi. La seconda pinna dorsale è molto piccola e la cresta interdorsale praticamente assente. Grigi sul dorso e pallidi sul ventre, questi squali hanno sulla punta delle pinne caudale e prima dorsale delle macchie di colore scuro..

## Biologia
I membri di questa specie si nutrono principalmente di piccoli pesci ossei, gamberi e calamari. Sono vivipari ed ogni anno le femmine mettono al mondo da due a quattro squaletti.. Vengono catturati sia da piccoli pescherecci che da compagnie organizzate e consumati freschi per l'alimentazione umana. Le pinne sono utilizzate, ma hanno valore limitato in quanto di piccole dimensioni.